# タフターン山
タフターン山（ペルシア語: تفتان、Taftân）とは、ユーラシア大陸の中央部南寄りに存在する、活火山とされている山の1つである。

## 概要

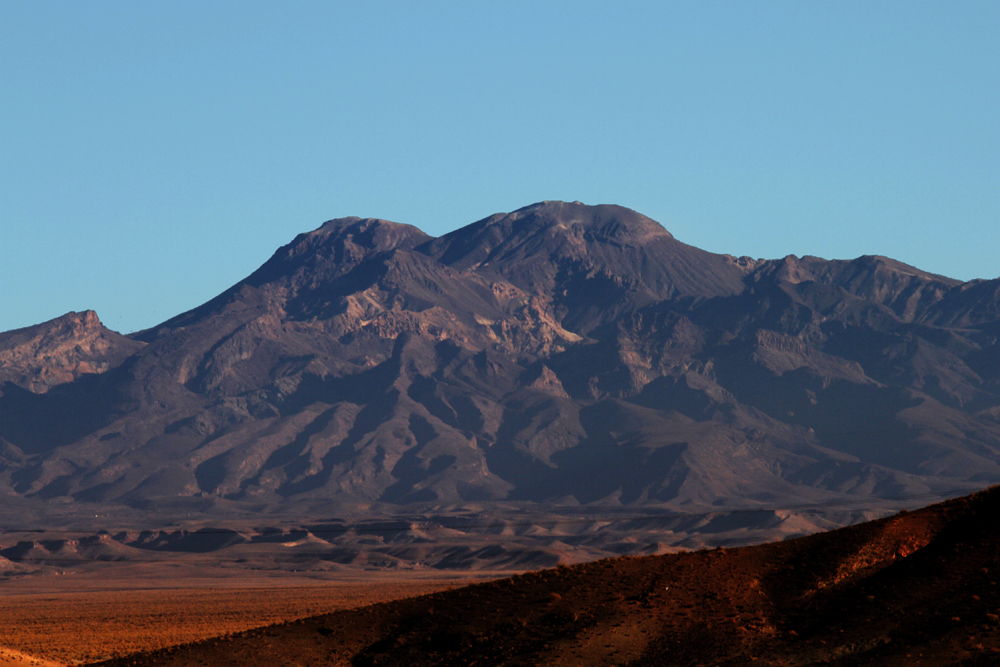
地上から見たタフターン山。

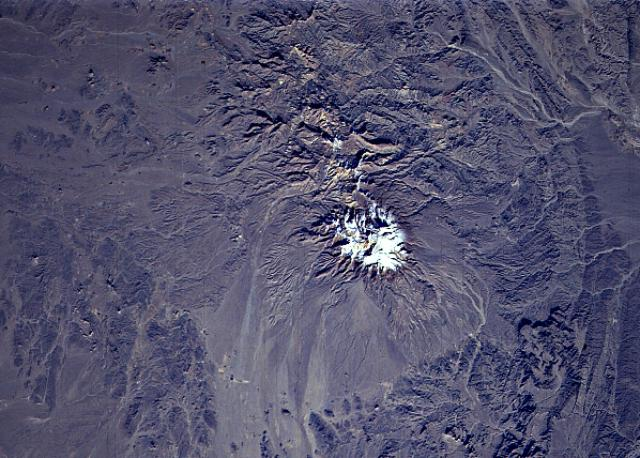
タフターン山周辺の衛星写真。

タフターン山は、おおよそ北緯28度36分00秒、東経61度07分57秒付近に位置しており、この場所はイラン南東端部のスィースターン・バルーチェスターン州に属している。山頂の標高は約3941 m。イラン国内には標高4000 mを超える山が幾つも存在しているものの、同国の南東部においては、このタフターン山が最も標高の高い山である。なお、山の名称は「熱のある場所」といった意味のペルシア語であり、この山は活動中の成層火山だと見られている。しかしながら、噴火のような強力な火山活動は、2013年現在まで確認されていない。ただし、噴気孔からは二酸化硫黄が噴出し、硫黄も析出しているなど、噴気活動は盛んである。液体となった硫黄が流れるようなことも起こっている。

## 調査について
2003年に、タフターン山では調査が行われた。